# Salticus modicus
Salticus modicus là một loài nhện trong họ Salticidae.
Loài này thuộc chi Salticus. Salticus modicus được Eugène Simon miêu tả năm 1875.